# شکستن و وارد شدن
شکستن و وارد شدن (انگلیسی: Breaking and Entering) فیلمی در ژانر رمانتیک-درام و جنایی به کارگردانی آنتونی مینگلا است که در سال ۲۰۰۶ منتشر شد.

## بازیگران
- جود لا
- ژولیت بینوش
- رابین رایت
- رافی گراورن
- مارتین فریمن
- آنا چنسلر
- جولیت استیونسون
- ری وینستون
- ورا فارمیگا
- ولیبور توپیچ
- مارک بنتون